# Індуктивність розсіювання

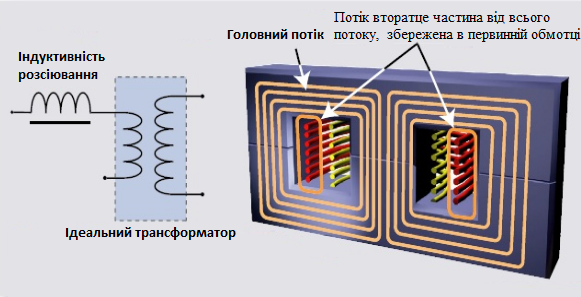
Реальний трансформатор

Індуктивність розсіювання  — індуктивна складова, що присутня в трансформаторі, яка є наслідком недосконалості магнітного зв'язування обмоток. Будь-який магнітний потік, що не пов'язує первинну обмотку із вторинною, діє як індуктивний опір послідовно з первинною, через це індуктивність розсіювання  являє собою додаткову індуктивність до первинної обмотки взірцевого трансформатора. Для розробки деяких проєктів індуктивність розсіювання трансформатора може відігравати вирішальну роль. Отже, точне вимірювання індуктивності розсіювання, часто є важливою складовою під час виготовлення трансформаторів. Щоби не плутати індуктивність розсіювання з іншими характеристиками трансформатора, її не приписують до інших складових втрат, таких як опір обмотки або міжобмоткова ємність. Збільшення частки індуктивності розсіювання зазвичай, досягається шляхом введення повітряного зазору в конструкції активної зони, тим самим зменшуючи проникність осердя, отже й, значення індуктивності первинної обмотки.
Як зосереджений параметр індуктивність розсіювання зручно визначати виходячи з того припущення, що магнітне поле розсіювання створюється частиною струму навантаження. В цьому полі зосереджена магнітна енергія, яку можна обчислити знаючи геометричні співвідношення між окремими складниками конструкції трансформатора, а також струм навантаження. З іншого боку, магнітна енергія виражається із співвідношення {\displaystyle W={Li^{2}}/{2}}. Тож, визначивши енергію поля розсіювання та знаючи струм навантаження, можна знайти індуктивність розсіювання.
У зразковому трансформаторі немає втрат. Напруги трансформуються в прямому співвідношенні витків; струми в зворотному співвідношенні витків. У справжньому трансформаторі частина потоку в первинній обмотці не зв'язана із вторинною обмоткою. Цей потік не бере участі в роботі трансформатора і може бути представлений у вигляді додаткового індуктивного опору, який послідовно з'єднаний з первинною обмоткою. 

## Індуктивність розсіювання та коефіцієнт зв'язку

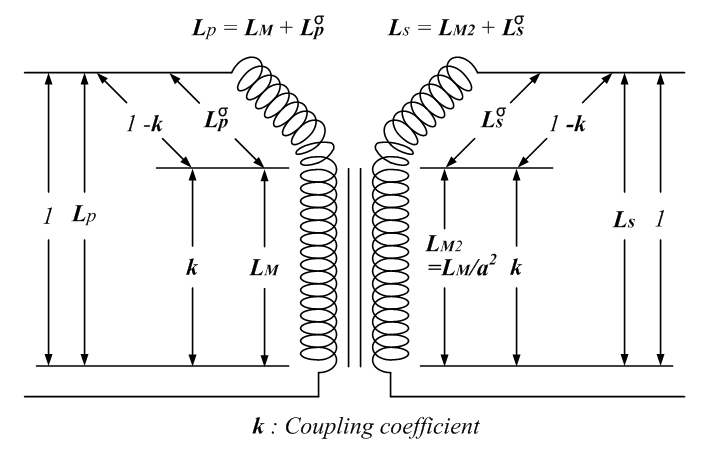
L_{P}^{σ}and L_{S}^{σ} індуктивність розсіювання первинної та вторинної обмотки

Магнітний потік контуру з двох котушок індуктивності, що не з'єднані, це потік розсіювання відповідно в первинній обмотці індуктивність розсіювання {\displaystyle L_{P}^{\sigma }} та у вторинній {\displaystyle L_{S}^{\sigma }}. Індуктивність розсіювання визначена в умовах холостого ходу котушки індуктивності трансформатора, а також при даному коефіцієнті зв'язку трансформатора, індуктивність котушки при холостому ході в первинній обмотці задається рівнянням: 
{\displaystyle L_{\text{хх}}^{\text{пер}}=L_{P}=L_{P}^{\sigma }+L_{M}},
де
{\displaystyle L_{P}^{\sigma }=L_{P}\cdot {(1-k)}}
{\displaystyle L_{M}=L_{P}\cdot {k}}
та
{\displaystyle L_{\text{хх}}^{\text{пер}}} — індуктивність первинної обмотки,
{\displaystyle L_{P}} — самоіндукція первинної обмотки,
{\displaystyle L_{P}^{\sigma }} — індуктивність розсіювання первинної обмотки,
{\displaystyle L_{M}} — індуктивність намагнічування.
Індуктивність вторинної обмотки на холостому ході трансформатора визначається рівнянням:
{\displaystyle L_{\text{хх}}^{\text{втор}}=L_{S}=L_{S}^{\sigma }+L_{M2}},
де
{\displaystyle L_{S}^{\sigma }=L_{S}\cdot {(1-k)}},
{\displaystyle L_{M2}=L_{S}\cdot {k}}
та
{\displaystyle L_{\text{хх}}^{\text{втор}}} — індуктивність вторинної обмотки,
{\displaystyle L_{S}} — самоіндукція вторинної обмотки,
{\displaystyle L_{S}^{\sigma }} — індуктивність розсіювання первинної обмотки,
{\displaystyle L_{M2}={\frac {L_{M}}{a^{2}}}} — індуктивність намагнічування,
{\displaystyle a} — співвідношення витків.
Справедливість наведених вище співвідношень трансформатора залежать від умов контуру, а більш узагальнені параметри контуру, розглянуті в наступних двох розділах.

## Коефіцієнт розсіювання та індуктивність

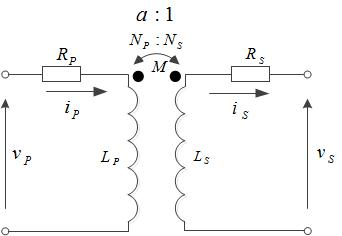
Схема трансформатора

Звичайний двообмотковий трансформатор виконаний у вигляді двох обмоток, намотаних на осердя, пов'язує п'ять складових повного опору, як показано на схемі праворуч, де
- {\displaystyle M} — спільна індуктивність
- {\displaystyle L_{P}} та {\displaystyle L_{S}} — самоіндукція первинної та вторинної обмотки
- {\displaystyle R_{P}} та {\displaystyle R_{S}} — опір первинної та вторинної обмотки
- {\displaystyle M}, {\displaystyle L_{P}}, {\displaystyle L_{S}}, {\displaystyle R_{P}} і {\displaystyle R_{S}} — вимірюються на виводах трансформатора
- коефіцієнт зв'язку визначається:

{\displaystyle k=M/{\sqrt {L_{P}L_{S}}}}, де {\displaystyle 0<k<1}
- відношення витків зазвичай визначається як

{\displaystyle a=N_{P}/N_{S}=v_{P}/v_{S}=i_{S}/i_{P}={\sqrt {L_{P}/L_{S}}}}
Напруга та потокозчеплення визначається за формулами:
{\displaystyle v_{P}=R_{P}i_{P}+{\frac {d\Psi {_{P}}}{dt}}}
{\displaystyle v_{S}=-R_{S}i_{S}-{\frac {d\Psi {_{S}}}{dt}}}
{\displaystyle \Psi _{P}=L_{P}i_{P}-Mi_{S}}
{\displaystyle \Psi _{S}=L_{S}i_{S}-Mi_{P}}
де
- ψ — потокозчеплення
- dψ/dt — похідна від потокозчеплення за часом.

Ці рівняння можуть бути перетворені, якщо знехтувати пов'язаним індуктивним опором, відношенням обмоток контуру та струмом з іншою обмоткою:
{\displaystyle \sigma =1-{\frac {M^{2}}{L_{P}L_{S}}}=1-k^{2}={\frac {L_{sc}}{L_{oc}}}={\frac {L_{sc}^{sec}}{L_{P}}}={\frac {L_{sc}^{pri}}{L_{S}}}={\frac {i_{oc}}{i_{sc}}}},
де
- text{σ} коефіцієнт розсіювання
- {\displaystyle i_{\text{хх}}} та {\displaystyle i_{\text{кз}}} струм на холостому ході та при короткому замиканні
- {\displaystyle L_{\text{хх}}} та {\displaystyle L_{\text{кз}}} індуктивність в умовах холостого ходу та при короткому замиканні.

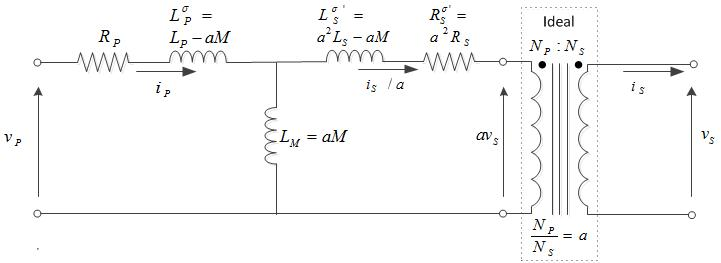
Еквівалентна схема звичайного трансформатора

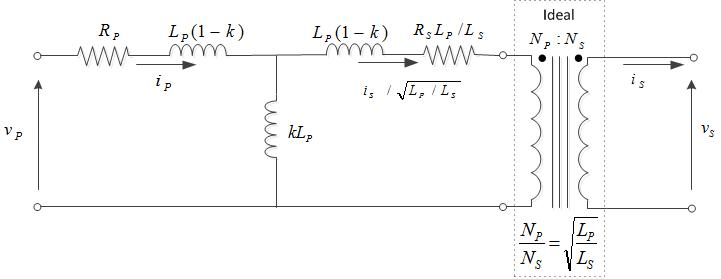
Еквівалентна схема реального трансформатора з коефіцієнтом зв'язку k

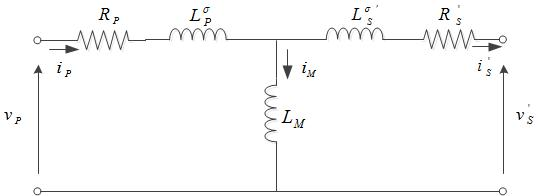
Спрощена еквівалентна схема реального трансформатора

Індуктивності можуть бути виражені за умови трьох індукційних констант наступним чином:
{\displaystyle L_{M}=a{M}}
{\displaystyle L_{P}^{\sigma }=L_{P}-a{M}}
{\displaystyle L_{S}^{\sigma }=L_{S}-{M}/a},
де
- {\displaystyle L_{M}} індуктивність намагнічування
- {\displaystyle L_{P}^{\sigma }} та {\displaystyle L_{S}^{\sigma }} індуктивність розсіювання первинної та вторинної обмотки.

Співвідношення для трансформатора можуть бути виражені більш зручно:
{\displaystyle L_{S}^{\sigma \prime }=a^{2}L_{S}-aM}
{\displaystyle R_{S}^{\prime }=a^{2}R_{S}}
{\displaystyle V_{S}^{\prime }=aV_{S}}
{\displaystyle I_{S}^{\prime }=I_{S}/a}.
так як
{\displaystyle k=M/{\sqrt {L_{P}L_{S}}}}
та
{\displaystyle a={\sqrt {L_{P}/L_{S}}}},
маємо
{\displaystyle aM={\sqrt {L_{P}/L_{S}}}*k*{\sqrt {L_{P}L_{S}}}=kL_{P}},
що дозволяє виразити співвідношення так
{\displaystyle L_{P}^{\sigma }=L_{S}^{\sigma \prime }=L_{P}*(1-k)}
{\displaystyle L_{M}=kL_{P}}.

## Розширений коефіцієнт втрат

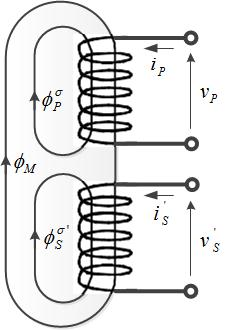
Намагнічування та потік розсіювання в магнітному колі

Схема реального трансформатора може бути спрощена, як показано на рисунку, де
{\displaystyle i_{M}=i_{P}-i_{S}}
{\displaystyle i_{M}} — струм намагнічування, збуджений потоком Фм, що пов'язує первинну та вторинну обмотки.
Враховуючи схему потоку, що зображена праворуч, співвідношення для коефіцієнту розсіювання обмотки представлені у вигляді:
ΦPσ/ΦM = LPσ/LM
σS = ΦSσ'/ΦM = LSσ'/LM
ΦP = ΦM +  ΦPσ = (1 + σP)ΦM
ΦS' = ΦM +  ΦSσ' = (1 + σS)ΦM
LP = LM +  LPσ = (1 + σP)LM
LS' = LM +  LSσ' = (1 + σS)LM,
де
- σP — коефіцієнт розсіювання в первинній обмотці
- σS — коефіцієнт розсіювання в первинній обмотці
- Φ — магнітний потік.

Коефіцієнт розсіювання може бути виражений наступним чином:
{\displaystyle \sigma =1-{\frac {M^{2}}{L_{P}L_{S}}}=1-{\frac {a^{2}M^{2}}{L_{P}a^{2}L_{S}}}=1-{\frac {L_{M}^{2}}{L_{P}L_{S}^{\prime }}}=1-{\frac {1}{{\frac {L_{P}}{L_{M}}}.{\frac {L_{S}^{\prime }}{L_{M}}}}}=1-{\frac {1}{(1+\sigma _{P})(1+\sigma _{S})}}}.

## Вимірювання індуктивності розсіювання

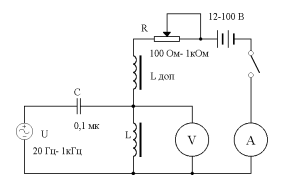
Схема для вимірювання індуктивності розсіювання резонансним методом

Індуктивність розсіювання трансформатора можна виміряти методом послідовного коливального контуру. Для цього замикається ключ, далі шукається перший резонанс та за його частотою розраховується індуктивність контуру, що у цьому разі і є індуктивністю розсіювання трансформатора. Під час вимірювання можуть виникнути складнощі, пов'язані з невеликою добротністю контуру. За низької частоти (десятки Герц) напруга на котушці близька до нуля. Для пошуку резонансу треба плавно перелаштовувати частоту генератора до миті початку підвищення напруги. У разі відсутності резонансного піку, частотою налаштування можна вважати частоту за якої напруга на котушці складає половину напруги на більш високих частотах, але точність вимірів в такому випадку дуже незначна. Для підвищення добротності контуру можна зменшити ємність конденсатора.